# ماثيو دير
ماثيو دير (بالإنجليزية: Matthew Dwyer)‏ هو لاعب اتحاد الرغبي بريطاني، ولد في 18 يناير 1985 في نيوبورت في المملكة المتحدة.